# 95 Herculis
Désignations
95 Her A : HD 164669, HR 6730, SAO 85648

95 Herculis (en abrégé 95 Her) est une étoile binaire de la constellation boréale d'Hercule. Elle est visible à l'œil nu avec une magnitude apparente combinée de 4,26. D'après la mesure de leurs parallaxes annuelles par le satellite Gaia, ses deux étoiles sont situées à ∼ 432 a.l. (∼ 132 pc) de la Terre,. Elles se rapprochent du Système solaire à une vitesse radiale de −33 km/s.

## Propriétés
En 2020, les deux étoiles de 95 Herculis étaient situées à une distance angulaire de 6,4 secondes d'arc et à un angle de position de 255° l'une de l'autre. La composante primaire, désignée 95 Herculis A, est une étoile de magnitude apparente 4,83. Elle est classée comme une géante blanche de type spectral A5IIIn, avec la lettre « n » qui indiquent que ses raies spectrales apparaissent élargies (« nébuleuses ») en raison de sa rotation rapide. Elle tourne en effet sur elle-même à une vitesse de rotation projetée de 180 km/s.
La composante secondaire, 95 Herculis B, est quant à elle une géante jaune de type spectral G8III et de magnitude 5,10. Sa température de surface est de 4 910 K. Elle apparaît appauvrie en métaux, avec une abondance en fer qui vaut 54 % celle du Soleil.

## Nomenclature
95 Herculis est la désignation de Flamsteed de l'étoile. En astronomie chinoise traditionnelle, elle fait partie de l'astérisme de Bodu, représentant un vendeur de vêtements ou un drapier et qu'elle constitue avec 102 Herculis. Cet astérisme fait lui même partie de Tianshi, « le grand marché céleste ».
95 Herculis formait, avec 93, 102 et 109 Herculis, la constellation désormais obsolète de Cerbère.